# 田如京
田如京（1551年—？），字子庾，山東兗州府東平州人，民籍，明朝政治人物。

## 生平
隆慶四年（1570年）庚午科山東鄉試第二十六名，萬曆五年（1577年）丁丑科會試第二百八名，登三甲第一百八十四名進士。

## 家族
曾祖田嘉猷，曾任王府紀善；祖父田耕；父田一方，曾任冠帶生員。母陳氏。具庆下。弟如梁、如墉。